# Denis Benoist d'Azy
Pour les articles homonymes, voir Benoist et Azy.
Denis Aimé René Emmanuel Benoist d'Azy, né le 3 janvier 1796 à Paris et mort le 11 février 1880 à Saint-Benin-d'Azy, est un député et industriel français.

## Biographie

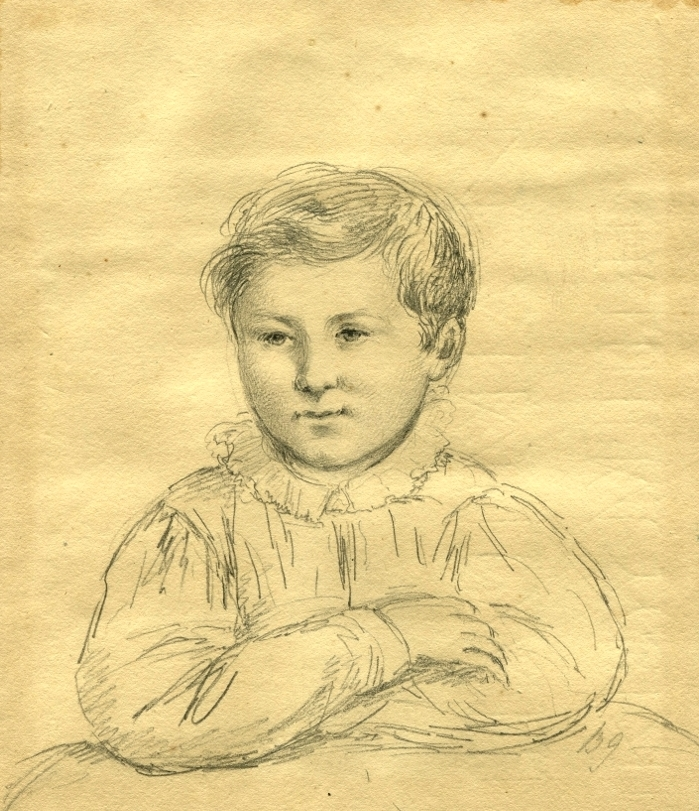
Marie-Guillemine Benoist, Portrait de son fils Denys, dessin, début des années 1800

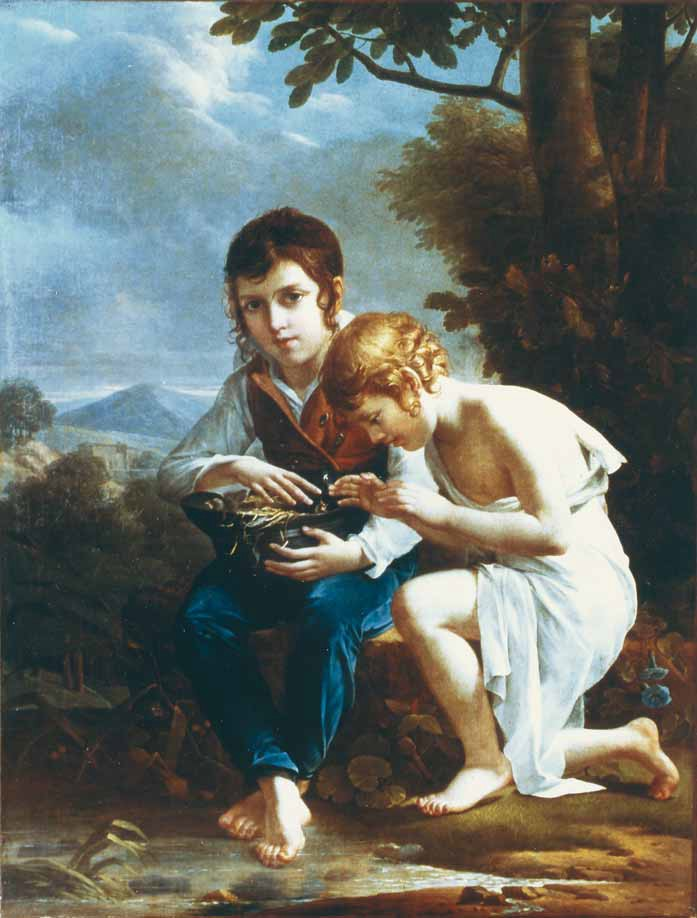
Marie-Guillemine Benoist, Prosper et Denys Benoist, fils de l'artiste, avec un nid d'oiseaux, Salon de 1806 (collection privée)

Denys Benoist d'Azy est le second fils de Pierre-Vincent Benoist (1758-1833), écuyer, seigneur de la Motte-Baracé, conseiller du roi Louis XVI, et son lieutenant-général civil et criminel au siège présidial d'Angers, avocat en parlement, membre et secrétaire de la commune de Paris en décembre 1789, ministre d'État et membre du conseil privé, et de Marie-Guillemine de Laville-Leroux (morte en 1826), artiste peintre de l'école néoclassique, élève d'Élisabeth Vigée Le Brun et de Jacques-Louis David. Par sa mère, il est le cousin germain de Félix Hippolyte Larrey.
Sous la Restauration, il est secrétaire de légation en Allemagne, entre aux contributions indirectes, puis devient inspecteur général des finances sous le ministère Villèle. Démissionnaire après 1830, il se retire en Nivernais puis dirige les mines d'Alais et s'intéresse à la création des chemins de fer.
Député de 1841 à 1848 dans le 2e collège électoral de la Nièvre (Château-Chinon), il fait partie de la droite légitimiste et continue de s'occuper activement des questions de chemins de fer. Il est autorisé par ordonnance du 28 juin 1847 à ajouter à son nom patronymique celui d'Azy.
Il n'est pas élu à l'Assemblée constituante mais est élu à l'Assemblée législative par le département du Gard où il siège avec la majorité monarchique. Il est élu vice-président de l'Assemblée et siège au sein de la majorité monarchique. Il combat la politique de l'Élysée et participe à l'élaboration de la loi du 31 mai restreignant le suffrage universel. Le 2 décembre 1851, sous sa présidence, 200 députés sont réunis dans la mairie du Xe arrondissement pour protester contre le coup d'état de Louis-Napoléon Bonaparte. Avec d'autres députés, il est arrêté, emprisonné à la caserne du Quai d'Orsay, et remis en liberté quelques jours après.
Il abandonne alors la politique et se consacre aux questions industrielles : il contribue à l'établissement du Crédit foncier et devient administrateur des compagnies d'Orléans et du Paris-Lyon-Méditerranée.
Après la guerre franco-allemande, les électeurs de la Nièvre et du Gard l'élisent à l'assemblée de Bordeaux. Il opte pour la Nièvre et préside les premières séances comme doyen d'âge et est élu vice-président. En 1871, il est l'un des quinze députés chargés d'accompagner Adolphe Thiers et Jules Favre à Versailles pour discuter des préparatifs de paix et vote pour la paix le 1er mars 1871, et deux mois plus tard, le 16 mai pour les prières publiques. Cette même année, il votera le 10 juin pour l'abrogation des lois d'exil et le 30 août pour donner le pouvoir constituant à l'Assemblée, et contre son retour à Paris le 3 février 1872.
En 1873, il vote pour la démission d'Adolphe Thiers, le 24 mai, puis pour la prorogation des pouvoirs de Mac-Mahon le 20 novembre. Il soutiendra le ministère de Broglie le 16 mai 1874 et votera contre la dissolution de la Chambre le 29 juillet.
En 1875 il votera contre l'amendement Wallon, le 30 janvier et le 25 février contre l'ensemble des lois constitutionnelles. En décembre 1875, il rend publique une lettre dans laquelle il prend l'engagement de ne plus briguer de mandats aux futures élections tant sénatoriales que législatives.
Il fut pourtant le candidat officiel pour les élections de 1877 face à Jules Godin dans les établissements français de l'Inde.

## Mariage et enfants
Il a épousé le 11 mars 1822, Léontine Rose Amélie Brière d'Azy, fille du propriétaire terrien et industriel Leonor Brière d'Azy, qui lui a donné cinq enfants : 
1. Paul (3 janvier 1824 - 9 janvier 1898), polytechnicien et industriel, qui épouse le 23 avril 1850 Claire Mélanie Jaubert, fille du comte Hippolyte François Jaubert.
2. Ernestine Claire (1826 - 30 juillet 1873), qui épouse le 20 mai 1845 Édouard de Pré de Saint-Maur.
3. Augustin (28 mai 1829 - 20 août 1890), vicomte Benoist d'Azy, officier de marine et directeur des colonies au ministère de la Marine, officier de la Légion d'honneur ; il épouse en premières noces le 17 août 1859 Aline Alexandrine Charlotte Daru (fille de Napoléon Daru), et en secondes noces le 23 mars 1870 Augustine Berthe Charlotte Marie de Rességuier.
4. Adeline Alexandrine (1830 - 4 mars 1892), qui épouse le 11 août 1849 son cousin Pierre Suzanne Augustin Cochin.
5. Ange Charles Léonor (né en 1834), qui épouse en premières noces le 11 juin 1860 Marie Aurélie Le Bègue de Germiny, fille du gouverneur de la Banque de France, et en secondes noces le 15 février 1865 Marguerite de Presles de Surville.

## Mandats à l'Assemblée nationale ou à la Chambre des Députés
- 4 avril 1841 au 12 juin 1842 - Nièvre - Opposition légitimiste
- 9 juillet 1842 au 6 juillet 1846 - Nièvre - Opposition légitimiste
- 1er août 1846 au 24 février 1848 - Nièvre - Opposition légitimiste
- 13 mai 1849 au 2 décembre 1851 - Gard - Droite légitimiste
- 8 février 1871 au 7 mars 1876 - Nièvre - Union des Droites

## Écrits
- 1825-1833 - Lettres inédites de Denis Benoist d'Azy à son ami Lamennais[6]
- 1845 - Rapport fait au nom de la commission chargée de l'examen du projet de loi sur l'exercice des fabriques de sucre
- 1857 - Les Droits, les intérêts et les devoirs de la France en Cochinchine, avec Léon Pagès
- 1863 - Notice nécrologique : Mr le Duc de Rauzan, président de la Société forestière
- 1875 - Rapport de la commission supérieure des caisses d'assurances en cas de décès et en cas d'accidents, à Mr le président…
- 1880 - Sur le chemin de fer de la Nièvre
- 1889 - Lettre à Mr Charles Martin, président du Conseil général sur le chemin de fer de Nevers à Saulieu
- 1889 - Lettre à Mr le Vicomte de Saint-Sauveur, conseiller général de Saint-Benin-d'Azy sur le chemin de fer de Nevers…

## Armoiries
« Écartelé, aux premier et quatrième d'azur au Faucon d'or essorant, et enserrant une branche de laurier du même » ; armoiries de famille : « aux deuxième et troisième quartier, de gueules aux quatre Flèches d'argent empennées, mises en pal avec la pointe au chef et posées en fasce, au chef alaisé d'argent chargé de trois étoiles de gueules », qui est d'Arlus de Montcler, armoiries d'alliance. L'écu sommé de la couronne de Comte. Supports ou gardes du trophée, « deux Faucons chaperonnés et appareillés au naturel »

## Devise
- « Benefacientes benedicti »

## Décoration
- Chevalier de la Légion d'honneur (26 octobre 1826.)

### Archives
- Fonds Denis Benoist d'Azy, administrateur de sociétés (fonds sous forme de microfilm), Archives nationales« Benoist d’Azy (Denis), homme politique et administrateur de société de transports et de métallurgie », Archives nationales, 2006 053 M..